# 로웰 데블스
| 로웰 록 몬스터스 로웰 데블스 | |
| 콘퍼런스                     | 동부 콘퍼런스 (1998년~2010년)                                                                                 |
| 디비전                       | 애틀랜틱 디비전 (1998년~2000년) (2003년~2010년) 뉴잉글랜드 디비전 (2000년~2001년) 노스 디비전 (2001년~2003년) |
| 설립연도                     | 1998년 |
| 해체연도                     | 2010년 |
| 역사                         | 로웰 록 몬스터스 (1998년~2006년) 로웰 데블스 (2006년~2010년) 올버니 데블스 (2010년~현재)                      |
| 경기장                       | 송가스 센터                                                                                                   |
| 연고지                       | 매사추세츠주 로웰                                                                                             |
| 상징색                       | 빨강, 검정, 하양                                                                                              |
| 구단주                       | |
| 단장                         | |
| 감독                         | |
| NHL 제휴                     | |
| ECHL 제휴                    | |
| 정규시즌 우승                | |
| 콘퍼런스 우승                | |
| 디비전 우승                  | 2 (1999, 2002)                                                                                                |
| 칼더 컵                      | |
| 영구 결번                    | |

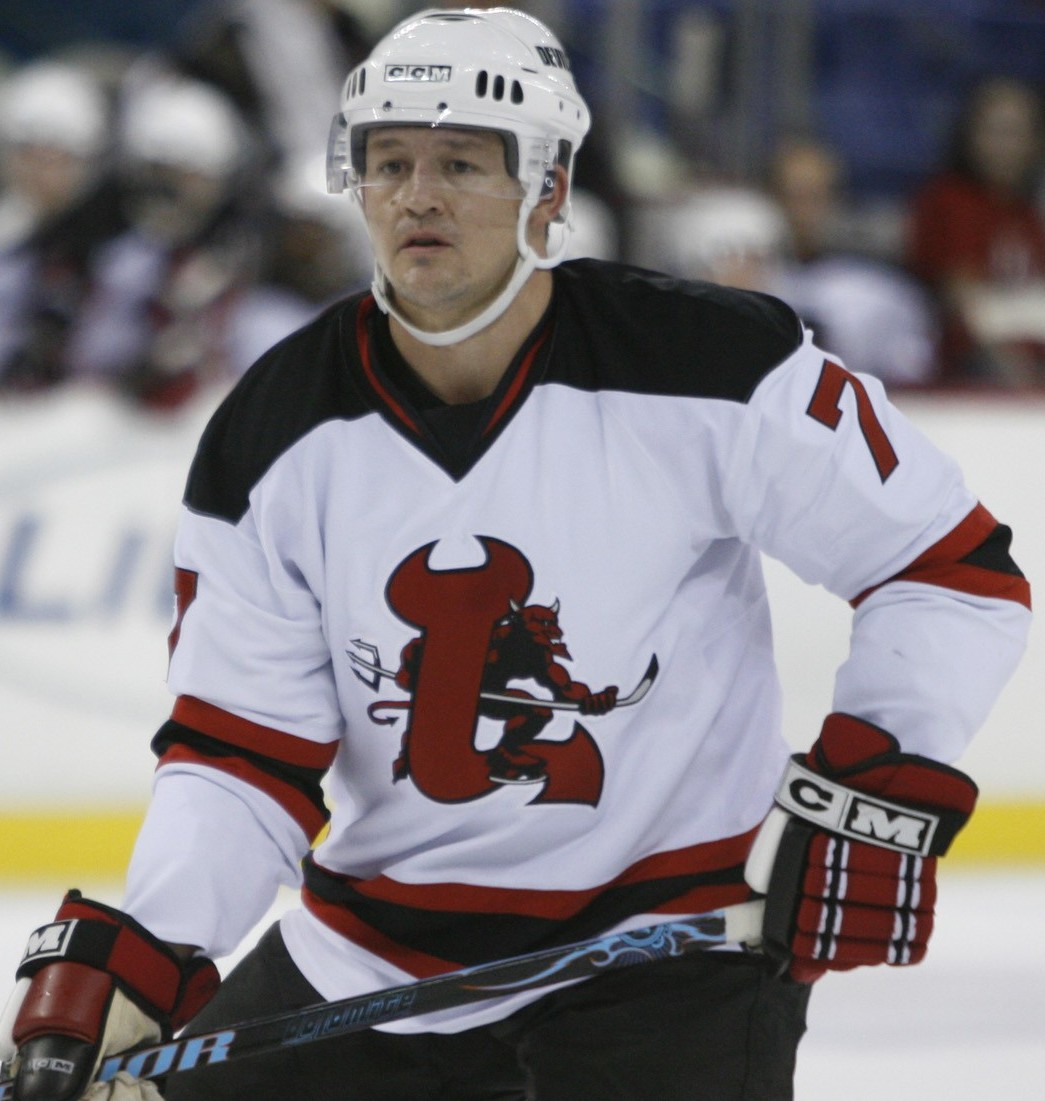
이안 모란

로웰 록 몬스터스/로웰 데블스(Lowell Lock Monsters/Lowell Devils)는 미국 매사추세츠주 로웰을 연고지로 하는 1998년부터 2010년까지 AHL 소속되었던 아이스 하키팀이다.
2010년 연고지를 뉴욕주 올버니 (올버니 데블스)로 이전했다.

## 역대 홈경기장
| 로웰 록 몬스터스/로웰 데블스 |               |          |                   |      |
| 경기장                       | 사용기간      | 수용인원 | 장소              | 비고 |
| 송가스 센터                  | 1998년~2010년 | 6,496명  | 매사추세츠주 로웰 | 빈칸 |